# كهلنا
كَهُلْنا أو كُلْنا (بالبنغالية: খুলনা؛ بالأردية: کھُلنا) هي ثالث أكبر مدينة في بنغلادش والمدينة الرئيسية في إقليم كهلنا. تقع على ضفاف نهر روبشا (Rupsha River) ونهر بهيراب (Bhairab River) في (إقليم خولنا). تُعد من أهم المناطق الصناعية والتجارية في البلد. حيث يوجد بها مرفأ بحري يسمى (ميناء مونجلا) يقع على ضواحيها، على مسافة 38 كيلو مترًا من مدينة خولنا. كان يقدر التعداد السكاني للمدينة، وفقًا للسلطة القضائية لنقابة المدينة، بحوالي 909,557 نسمة في عام 2022. كما يقطن في نفس الوقت في المنطقة الإحصائية المحيطة عدد من السكان يقارب 1435422 نسمة.
تقع المدينة على مسافة 333 كيلو مترًا بالتوازي مع الطريق الواقع جنوب غرب العاصمة البنجلادشية دكا (Dhaka) أو 132 كيلو مترًا كخط مباشر، حيث تتصل بالنقل الجوي والبري وبالقطار والنقل البحري. يتضمن أسطول السفن البخارية لهذا الطريق سفنًا قديمة مثل ترن (Tern) (1912) وأوسريتش (Osrich) وليبوتشا (Lepcha).

## معلومات جغرافية

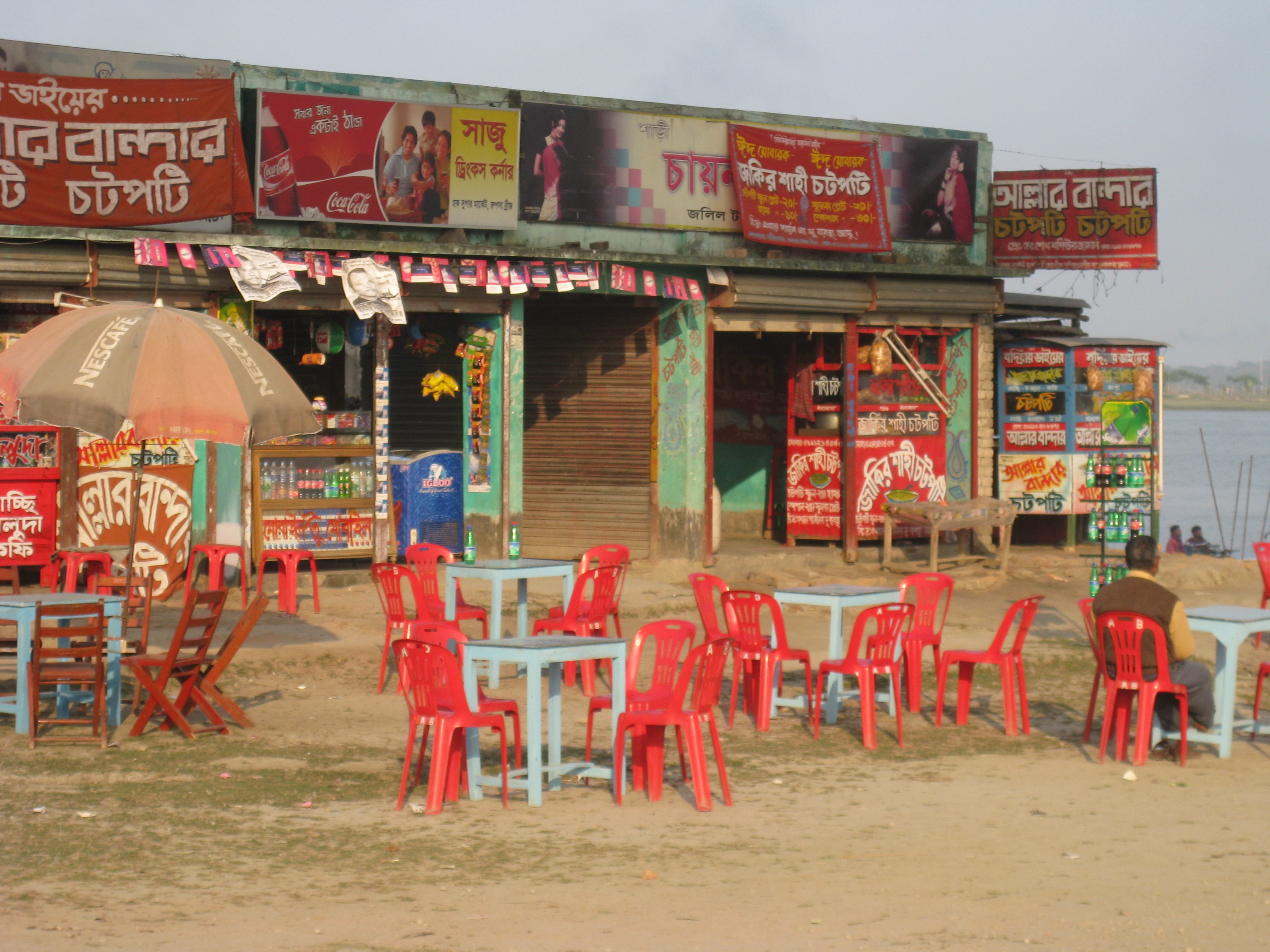

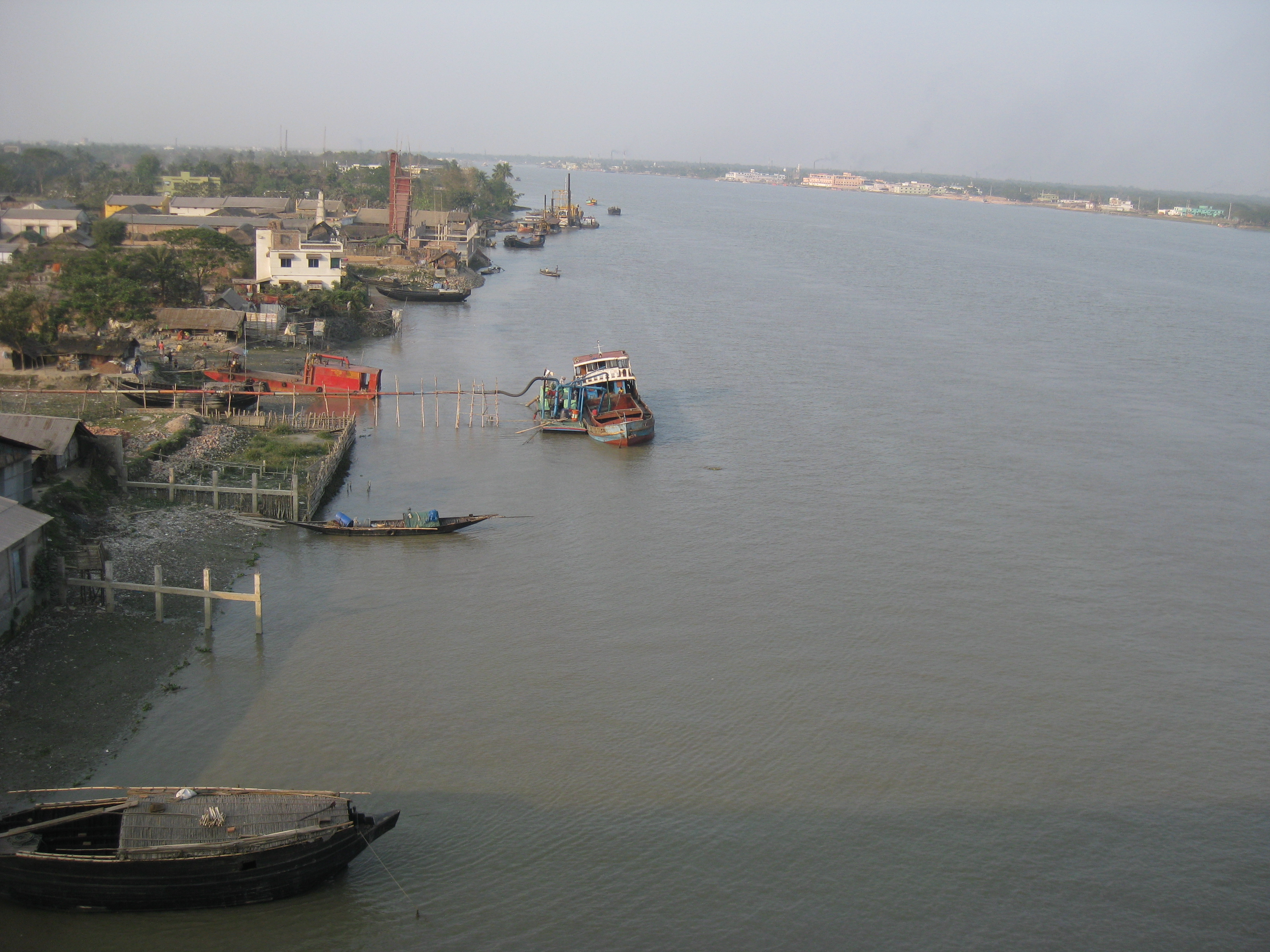
جسر روبشا (Rupsha Bridge) على نهر روبشا (Rupsha River) في خولنا (Khulna)

تقع خولنا (Khulna) جنوب غرب بنغلاديش بمساحة إجمالية تبلغ 59.57 كيلو مترًا مربعًا، بينما تبلغ مساحة المقاطعة نفسها حوالي 4394.46 كيلو مترًا مربعًا. تقع على الجنوب من جيسوري (منطقة نارايل)، وعلى الجانب الشرقي من (منطقة ساتخيرا)، وعلى الجانب الغربي من باجيرهات (Bagerhat) وشمال خليج البنغال (Bay of Bengal). تعتبر المدينة جزءًا من الدلتا الكبرى في العالم. يقع في الجزء الجنوبي من الدلتا سانداربان (Sundarban)، أكبر غابة لشجر المنغروف في العالم. تقع مدينة خولنا (Khulna) في الجزء الشمالي من المقاطعة، وتُعد امتدادًا للمراكز التجارية القريبة من نهر روبشا (Rupsha) وبهيراب Bhairob. يُعد نهر كابوتكا (Kapotakkh) نهرًا مُهمًا في خولنا.

### المناخ
يصل متوسط درجة الحرارة السنوي في مدينة خولنا حوالي 35.5 درجة مئوية بانخفاض يصل إلى 10 درجات مئوية.
| البيانات المناخية لـكهلنا (1991–2020)                                | البيانات المناخية لـكهلنا (1991–2020) | البيانات المناخية لـكهلنا (1991–2020) | البيانات المناخية لـكهلنا (1991–2020) | البيانات المناخية لـكهلنا (1991–2020) | البيانات المناخية لـكهلنا (1991–2020) | البيانات المناخية لـكهلنا (1991–2020) | البيانات المناخية لـكهلنا (1991–2020) | البيانات المناخية لـكهلنا (1991–2020) | البيانات المناخية لـكهلنا (1991–2020) | البيانات المناخية لـكهلنا (1991–2020) | البيانات المناخية لـكهلنا (1991–2020) | البيانات المناخية لـكهلنا (1991–2020) | البيانات المناخية لـكهلنا (1991–2020) |
| الشهر                                                                | يناير                                 | فبراير                                | مارس                                  | أبريل                                 | مايو                                  | يونيو                                 | يوليو                                 | أغسطس                                 | سبتمبر                                | أكتوبر                                | نوفمبر                                | ديسمبر                                | المعدل السنوي                         |
| -------------------------------------------------------------------- | ------------------------------------- | ------------------------------------- | ------------------------------------- | ------------------------------------- | ------------------------------------- | ------------------------------------- | ------------------------------------- | ------------------------------------- | ------------------------------------- | ------------------------------------- | ------------------------------------- | ------------------------------------- | ------------------------------------- |
| الدرجة القصوى °م (°ف)                                                | 31.2 (88.2)                           | 36.2 (97.2)                           | 38.7 (101.7)                          | 40.7 (105.3)                          | 40.7 (105.3)                          | 39.0 (102.2)                          | 37.4 (99.3)                           | 36.5 (97.7)                           | 37.0 (98.6)                           | 36.5 (97.7)                           | 38.4 (101.1)                          | 30.7 (87.3)                           | 40.7 (105.3)                          |
| متوسط درجة الحرارة الكبرى °م (°ف)                                    | 25.1 (77.2)                           | 28.9 (84.0)                           | 32.9 (91.2)                           | 34.9 (94.8)                           | 35.0 (95.0)                           | 33.5 (92.3)                           | 32.3 (90.1)                           | 32.4 (90.3)                           | 32.7 (90.9)                           | 32.3 (90.1)                           | 30.1 (86.2)                           | 26.4 (79.5)                           | 31.4 (88.5)                           |
| المتوسط اليومي °م (°ف)                                               | 18.1 (64.6)                           | 22.0 (71.6)                           | 26.5 (79.7)                           | 29.2 (84.6)                           | 29.8 (85.6)                           | 29.5 (85.1)                           | 28.9 (84.0)                           | 29.0 (84.2)                           | 28.8 (83.8)                           | 27.7 (81.9)                           | 24.1 (75.4)                           | 19.6 (67.3)                           | 26.1 (79.0)                           |
| متوسط درجة الحرارة الصغرى °م (°ف)                                    | 12.4 (54.3)                           | 16.0 (60.8)                           | 20.9 (69.6)                           | 24.3 (75.7)                           | 25.5 (77.9)                           | 26.4 (79.5)                           | 26.4 (79.5)                           | 26.4 (79.5)                           | 26.1 (79.0)                           | 24.3 (75.7)                           | 19.5 (67.1)                           | 14.4 (57.9)                           | 21.9 (71.4)                           |
| أدنى درجة حرارة °م (°ف)                                              | 6.4 (43.5)                            | 9.0 (48.2)                            | 12.5 (54.5)                           | 16.0 (60.8)                           | 19.4 (66.9)                           | 19.2 (66.6)                           | 22.2 (72.0)                           | 22.2 (72.0)                           | 21.5 (70.7)                           | 18.3 (64.9)                           | 13.0 (55.4)                           | 8.0 (46.4)                            | 6.4 (43.5)                            |
| الهطول مم (إنش)                                                      | 14 (0.6)                              | 37 (1.5)                              | 39 (1.5)                              | 62 (2.4)                              | 179 (7.0)                             | 311 (12.2)                            | 369 (14.5)                            | 320 (12.6)                            | 285 (11.2)                            | 151 (5.9)                             | 35 (1.4)                              | 6 (0.2)                               | 1٬808 (71.2)                          |
| متوسط أيام هطول الأمطار (≥ 1 mm)                                     | 1                                     | 3                                     | 3                                     | 6                                     | 11                                    | 17                                    | 23                                    | 21                                    | 17                                    | 9                                     | 2                                     | 1                                     | 114                                   |
| متوسط الرطوبة النسبية (%)                                            | 78                                    | 74                                    | 73                                    | 76                                    | 79                                    | 85                                    | 87                                    | 86                                    | 87                                    | 84                                    | 80                                    | 79                                    | 81                                    |
| ساعات سطوع الشمس الشهرية                                             | 220.1                                 | 229.7                                 | 254.2                                 | 249.6                                 | 237.2                                 | 157.5                                 | 137.7                                 | 146.9                                 | 160.0                                 | 216.6                                 | 234.5                                 | 217.8                                 | 2٬461٫8                               |
| المصدر #1: NOAA                                                      |                                       |                                       |                                       |                                       |                                       |                                       |                                       |                                       |                                       |                                       |                                       |                                       |                                       |
| المصدر #2: Bangladesh Meteorological Department (humidity 1981–2010) |                                       |                                       |                                       |                                       |                                       |                                       |                                       |                                       |                                       |                                       |                                       |                                       |                                       |

## الاقتصاد
مثل المدن الكبيرة الأخرى في بنغلاديش، أمثال دكا (Dhaka) وشيتاجونج (Chittagong)، تمر مدينة خولنا بتحوّل كبير، نتيجة لعدد السكان المتزايد ووضعها كثالث أكبر مدينة في بنغلاديش. تعتبر مدينة خولنا (Khulna) نظرًا لموقعها الإستراتيجي حيث تبعد 45 كيلو مترًا من ميناء منوجلا، مدنية مرافئ مثل شيتاجونج (Chittagong). تعرف مدينة خولنا بمدينة الجمبري، حيث إن 75% من الجمبري المصدر من بنغلاديش تتم تربيته في منطقة خولنا. حيث تشتهر بأسماك الإستاكوزا (lobster) والقريدس (prawn) و القرموط (catfish) والسلطعون (crab). يوجد بمدينة خولنا بعض الصناعات الثقيلة والخفيفة مثل مطاحن منتجات الخشب في خولنا (Khulna Hardboard Mills) وشركة الأكسجين في بنغلاديش (Bangladesh Oxygen Company) وشركة الأكسجين بخولنا (Bangladesh Oxygen Company) ومطاحن البلاتين اليوبيل الجوت (Platinum Jubilee Jute Mills) ومطاحن نجوم جوت (Star Jute Mills) و(دادا مصنع كبريت (دكا في الوقت الحالي)) (Dada(Now Dhaka) Match Factory) وشركة يارد المحدودة للسفن في خولنا (Khulna Ship Yard Ltd).

## التعليم
قائمة الجامعات والمدارس في خولنا
الجامعات:
- جامعة خولنا (Khulna University)
- (جامعة خولنا للهندسة والتكنولوجيا)
- (جامعة خولنا للهندسة والتكنولوجيا (KUET)

الكليات:
- كلية بي إل الحكومية
- كلية تجارة عزام خان الحكومية
- كلية خولنا الحكومية للبنات
- كلية مدينة إم إم
- كلية سوندربان الحكومية
- كلية كوروناشن الحكومية
- كلية كوربوراشن بمدينة خولنا الحكومية
- كلية خولنا العامة
- كلية محسن
- كلية دولوتبور

المعهد المتعدد الفنون
- معهد خولنا الحكومي المتعدد الفنون
- معهد موهيلا المتعدد الفنون بولاية خولنا
- معهد مدينة خولنا المتعدد الفنون
- معهد نانجروف المتعدد الفنون
- معهد خانجهان علي المتعدد الفنون
- معهد سوندربان المتعدد الفنون
- معهد الشمال والجنوب المتعدد الفنون
- معهد خولنا الفني
- معهد هوب المتعدد الفنون
- معهد بي إس تي آي المتعدد الفنون

المدارس:
- مدرسة زيلا بخولنا
- مدرسة القديس يوسف
- مدرسة مانوجان

## مترو ثاناس
- دولاتبور ثناء (Daulatpur Thana) (مترو ثاناس)، مدينة خولنا
- خاليشبور ثناء (مترو ثناء)، مدينة خولنا
- خان جاهان علي ثناء (مترو ثناء)، مدينة خولنا
- سونادانجا ثناء (مترو ثناء)، مدينة خولنا
- سادار ثناء (مترو ثناء)، مدينة خولنا

## النقل

### النقل

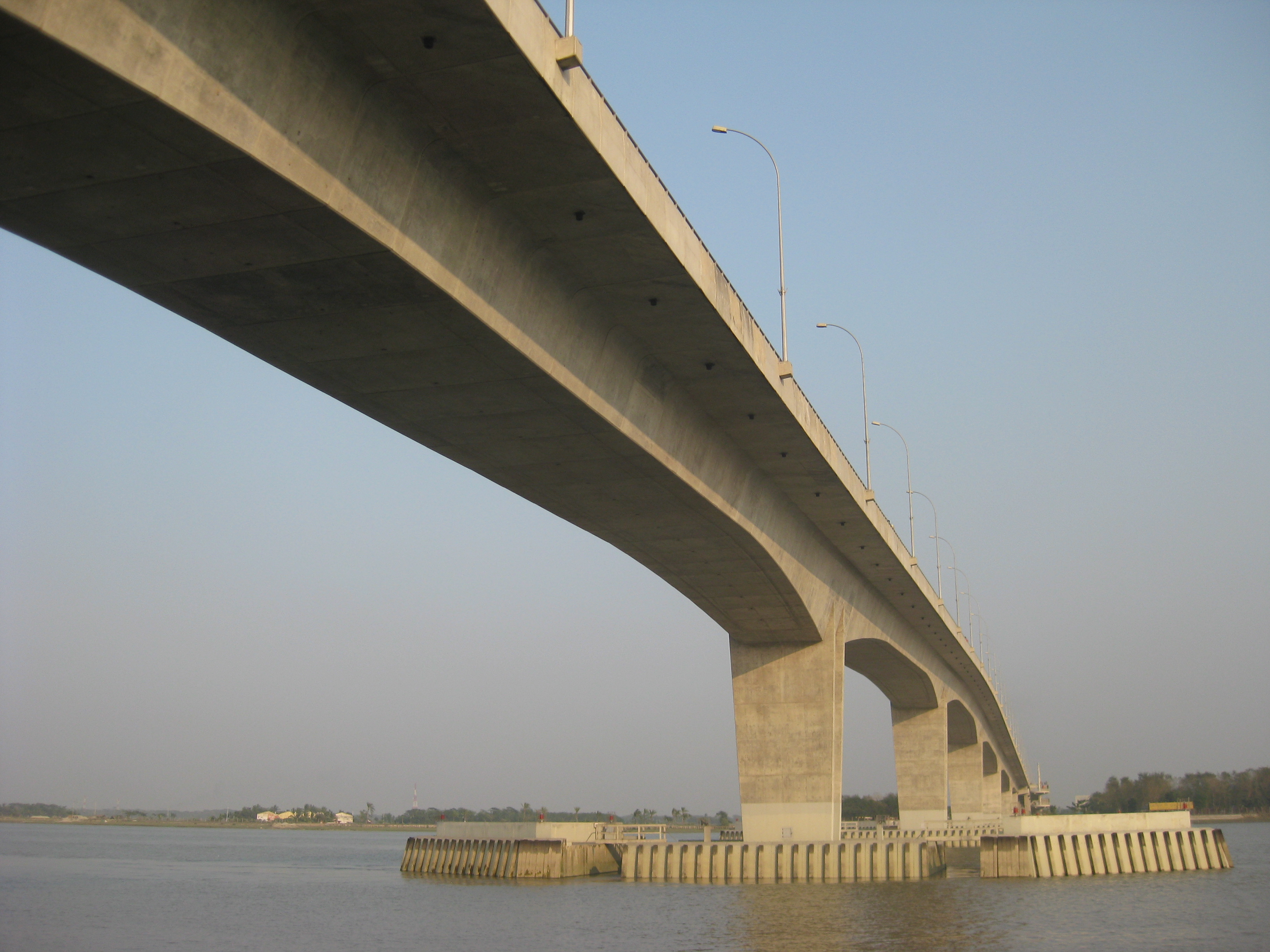
جسر خان جهان علي، الذي يربط طريق مدينة خولنا الالتفافي فوق نهر روبشا.

تعد عربات الريكشا أكثر وسائل النقل العام شيوعًا في خولنا للرحلات القصيرة، كما تعد عربات الريكشا الآلية شائعة أيضًا. توفر حافلات Nagar Paribahan خدمة متكررة بين روبشا و فولتالا، مع توقف في جميع أنحاء خولنا. تحظى الدراجات النارية بشعبية بين الطبقة المتوسطة، لكن الأثرياء يفضلون السيارة الخاصة.
محطة سكة حديد خولنا هي المحطة الرئيسية في المدينة، تدير سكة حديد بنغلاديش ستة قطارات بين المدن: قطارات Sundarban و Chitra Expresses (إلى دكا)، وقطارات Kapotaksha وSagardari Expresses (إلى راجشاهي)، وقطارات Rupsa و Seemanta Expresses إلى Chilahati. يخدم قطاران سريعان للركاب مدينة بينابولي، بالإضافة إلى قطارات البريد إلى بارباتيبور وشابايناوابجانج وجوالاندا. يعمل قطار Bandhan Express الدولي إلى كولكاتا. يوجد بالمدينة أربع محطات سكة حديد أخرى، واثنتان أخريان (بالإضافة إلى جسر روبشا للسكك الحديدية) قيد الإنشاء كجزء من مشروع سكة حديد ميناء خولنا-مونجلا.

## شخصيات بارزة
- بيبوتي روي (Bibhuti Roy)
- أشاريا بارفولا شاندرا راي
- مريناليني ديفي (Mrinalini Devi) زوجة رابندرانات طاغور (Rabindranath Tagore)
- خان إيه سابور (Khan A Sabur) وزير الاتصالات السابق في باكستان (Pakistan)
- أمين خان داليوود، ممثل

## وصلات خارجية
- Official Website of Khulna City Corporation نسخة محفوظة 2 مارس 2012 على موقع واي باك مشين.
- Banglapedia article on Khulna
- Khulna Guide at Discovery Bangladesh
- MSN Map[وصلة مكسورة]